# Мушер, Семён Львович
Семён Львович Мушер (род. 18 сентября 1945, Курган) — советский и российский физик, доктор физико-математических наук (1986), профессор (1992), менеджер в сфере Информационных технологий. С декабря 2018 работает советником по науке АО «Русатом Оверсиз».

## Биография
Семён Львович Мушер родился 18 сентября 1945 года в городе Кургане Курганской области. Вместе с родителями жил в Тюмени и Барнауле. Окончил школу № 27 г. Барнаула.
В 1969 году окончил физический факультет Новосибирского государственного университета (НГУ) по специальности «Физика плазмы». Был стажёром Института ядерной физики, затем поступил в аспирантуру Вычислительного центра. По окончании аспирантуры, получив учёную степень кандидата наук, работал в Институте автоматики и электрометрии сначала младшим, затем старшим и ведущим научным сотрудником, а после — заведующим лабораторией.
В 1986 году защитил докторскую диссертацию и получил степень доктора физико-математических наук. Руководил рядом прикладных работ по оборонной тематике, параллельно преподавая в НГУ (профессор, заведующий кафедрой автоматизации физико-технических исследований на физическом факультете).
С 1992 года — профессор.
С 1994 по 1996 был руководителем совместного проекта Сибирского отделения РАН, Международного научного фонда (фонда Сороса), Новосибирской областной администрации и Российского фонда фундаментальных исследований «Сеть Интернет Новосибирского научного центра – NSCnet».
В 1997 году был приглашён в Институт «Открытое общество» (фонд Сороса, Москва) на должность исполнительного директора Интернет-программ. Под его руководством был реализован совместный проект Института «Открытое Общество», Министерства образования и науки России и Минсвязи России по созданию университетских Интернет-центров в 33 регионах России и несколько других проектов по развитию Интернета, в частности, в Сибирском отделении РАН, за что был удостоен Премии Правительства Российской Федерации в области науки и техники.
С 2000 по 2005 год работал директором интернет-программ в Автономной некоммерческой организации «Федерация Интернет Образования», также руководил совместным научно-образовательным проектом НК ЮКОС, администраций 44-х ведущих регионов РФ и Министерства образования России. Являлся вице-президентом инжиниринговой компании «Сибинтек».
С 2006 по 2009 был руководителем дирекции по преобразованию и генеральным директором «Института Гипроникель». С 2011 по 2012 — работал в компании «ВЭБ Инжиниринг» на должности главного руководителя проектов по горнорудной и металлургической промышленности. После этого стал управляющим директором в Федеральном государственном автономном учреждении Российский фонд технологического развития, Фонде развития промышленности.
С 2015 по 2017 был заместителем генерального директора АО «Гипрогазоочистка».
С декабря 2018 по настоящее время является советником по науке АО «Русатом Оверсиз».
Основное направление научной деятельности учёного — физика плазмы, численные методы; автор более 140 статей и обзоров в российских и международных научных журналах.

## Премии и награды
- Медаль К. Д. Ушинского, 2002 год[3]
- Премия Президента Российской Федерации в области образования, 2003 год[5]
- Премия Правительства Российской Федерации в области науки и техники, 27 февраля 2013 года — за создание информационно-телекоммуникационной инфраструктуры междисциплинарных научных исследований как основы экономического и социального развития восточных регионов России[6]
- Человек года по версии Российской академии Интернета, март 2002 года[7]

## Избранная библиография
На русском языке:
- С.Л. Мушер, В.Л. Гранкин, В.С. Львов, В.И. Моторин. Вторичная турбулентность параметрически возбужденных спиновых волн // ЖЭТФ. — 1981. — Т. 81, № 2. — С. 787—767.
- С.Л. Мушер, Е.А. Кузнецов. Влияние коллапса звуковых волн на структуру бесстолкновительных ударных волн в замагниченной плазме // ЖЭТФ. — 1986. — Т. 91, № 5. — С. 1605—1619.
- С.Л. Мушер, М.Ф. Ступак, В.С. Сыскин. Сверхизлучение двухкомпонентных составных сред // Квантовая электроника. — 1996. — Т. 23, № 8. — С. 762—764.

На английском языке:
- S.L. Musher, V.I. Motorin. Kinetics of the volume melting. Nucleation and superheating of metals // J. Chem. Phys.. — 1984. — Т. 81. — С. 465. — doi:10.1063/1.447326.
- S.L. Musher, V.V. Balaniuk, V.F. Krasnov, A.M. Rubenchik, V.E. Ryabchenko, V.I. Prots, M.F. Stupak, S.G. Struts. Nonlinear-optical diagnostics of semiconductor film crystal structures // Optics Communications[англ.]. — 1990. — Т. 79, № 5. — С. 333—337. — doi:10.1016/0030-4018(90)90079-9.
- S.L. Musher, P.L. Christiansen, Yu.B. Gaididei, V.K. Mezentsev, K.Ø. Rasmussen, J.Juul Rasmussen, I.V. Ryzhenkova, S.K. Turitsyn. Discrete localized states and localization dynamics in discrete nonlinear Schrödinger equations // Physica Scripta[англ.]. — 1996. — Т. 67. — С. 160—166. — doi:10.1088/0031-8949/1996/T67/032.

## Семья
Отец, Лев Мушер, окончил Киевский политехнический институт в 1935 году. Во время войны строил танковый завод на Урале, а потом много лет работал в Сибири, сначала в Тюмени, позже он строил элеваторы в Алтайском крае.
Жена Наталья Ариановна (урожд. Черемных). Окончила Новосибирский государственный университет, работает в Сибирском Отделении Российской Академии наук заведующей Отделом научно-технической информации в Институте систем информатики имени А.П. Ершова. В семье есть сын.